# Vřesová studánka
Vřesová studánka (niem. Heidebrünnel) – źródło położone na wysokości 1274 m n.p.m. w paśmie górskim Wysokiego Jesionika (cz. Hrubý Jeseník), w północno-wschodnich Czechach, w Sudetach Wschodnich, na Morawach, w obrębie gminy Loučná nad Desnou, w części (mikroregionie) Wysokiego Jesionika o nazwie Masyw Keprníka (cz. Keprnická hornatina) na zachodnim stoku góry Červená hora blisko jej szczytu, zabudowane kapliczką.

## Historia

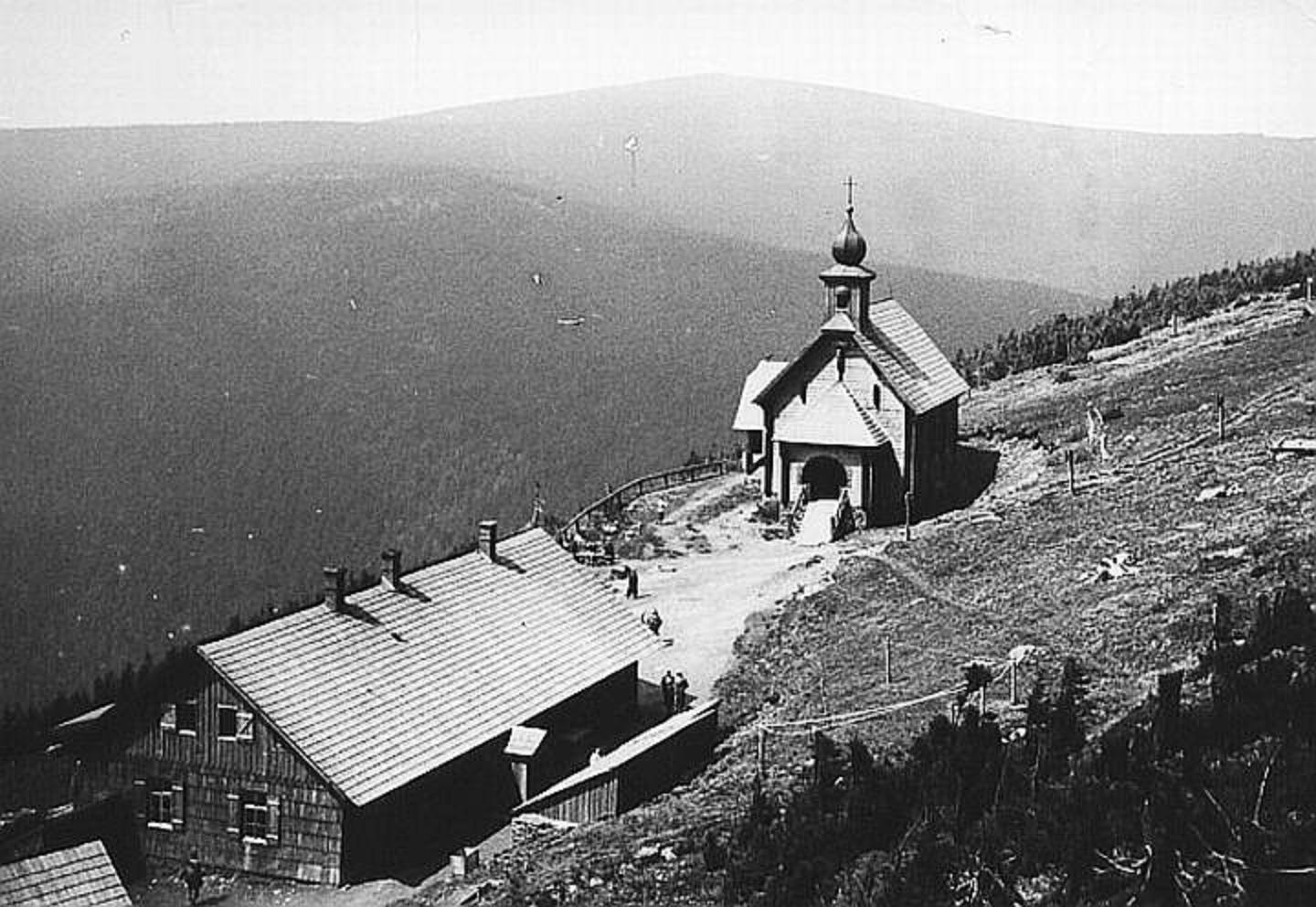
Widok na schronisko i kościół obok źródła Vřesová studánka (1935 rok)

Historia tego miejsca związana jest z kościołem, legendą o cudownej wodzie ze źródła oraz nieistniejącym obecnie schroniskiem turystycznym. 
Według legendy na początku XIV wieku, pewien myśliwy Franz Niewall z osady Rejhotice podczas polowania zastrzelił w pobliżu tego miejsca jelenia, a następnie przyciągnął go do płynącego tu źródła i obrócił go tak, aby woda wpłynęła do jego gardła. Jeleń wówczas niespodziewanie podskoczył i uciekł. Po pewnym czasie myśliwy przeprowadził się do Brandýsa i tam zachorował z całą rodziną na trąd. Jako pobożny człowiek zwrócił się w modlitwie do pięciu ran, które Chrystus otrzymał na krzyżu. Miał wówczas sen, w którym otrzymał polecenie, by udać się do źródła po wodę. Przybywszy tu z całą rodziną, napili się jej i obmyli nią, po czym odzyskali zdrowie. W podziękowaniu za to wydarzenie myśliwy zawiesił przy źródle obraz namalowany na desce z drewna klonowego, przedstawiający rany Chrystusa. Od tego momentu Vřesová studánka stała się miejscem pielgrzymkowym, gdyż wieść o cudownym źródle rozeszła się po okolicy. 
Prawdopodobnie, około 1670 roku ówcześni właściciele ziemi, na której położone jest źródło Žerotínowie zbudowali pierwszą drewnianą kaplicę pod wezwaniem Pięciu Ran Chrystusa na Vřesovej studánce, zawieszono w niej obraz ofiarowany przez Niewalla i zadaszono również źródło. Za panowania cesarza Józefa II Habsburga kaplicę zlikwidowano, a obraz potajemnie przeniesiono do kościoła św. Jana Chrzciciela w Velkich Losinach, gdzie nadal znajduje się obok ołtarza głównego. Około 1800 roku Wenzel Löckel z osady Kouty nad Desnou ustanowił nową kaplicę i umieścił w niej obraz Matki Boskiej Bolesnej, namalowany przez Heisiga z miejscowości Branná. Następnie około 1820 roku Schwarzer z Kout nad Desnou wybudował schronisko turystyczne dla pielgrzymów, które później służyło również jako zajazd. 
Coraz większa liczba przybywających pielgrzymów była powodem wybudowania niewielkiego, kamiennego kościoła, poświęconego 22 lipca 1850 przez ks. Thaddäusa Thiela z ołtarzem ofiarowanym przez hrabiego Franza Kleina oraz obrazem św. Marii Magdaleny – patronki nowego kościoła. Po pożarze schroniska w 1892 roku, na jego fundamentach zbudowano w 1906 roku nowe o nazwie „Heidebrünnel” z restauracją i 5 pokojami, które prowadziła Maria Thiel. 1 czerwca 1921 roku po gwałtownej burzy i oberwaniu chmury, lawinami błotnymi w tym rejonie, mury kościoła zaczęły następnie pękać, po czym w 1926 roku kościół rozebrano. Wkrótce przystąpiono do budowy nowego, drewnianego kościoła, który zaprojektował wiedeński prof. arch. Karel Seidl, a poświęcony został 11 września 1927 roku przez bp. brneńskiego Norberta Kleina i bp. ołomunieckiego Josefa Schinzla. W okresie międzywojennym źródło zostało zabudowane w 1934 roku. Dzisiaj stoi w tym miejscu kamienna kapliczka. 10 maja 1946 roku kościół spłonął od uderzenia pioruna. Od tego momentu próby jego odbudowy nie powiodły się. Mniejsza kopia dawnego kościoła została wybudowana w 2013 roku nad przełęczą Červenohorské sedlo – jest to pomnik poświęcony ofiarom gór (cz. Památník obětem hor).
Schronisko, nazywające się później „Vřesová studánka”, przejęło przedsiębiorstwo RaJ z miejscowości Jesionik (cz. Jeseník), znacznie modernizując budynek. Niekorzystne warunki pogodowe oraz proces dewastacji spowodowały, że 20 września 1981 roku schronisko zamknięto, a w 1988 roku rozebrano.

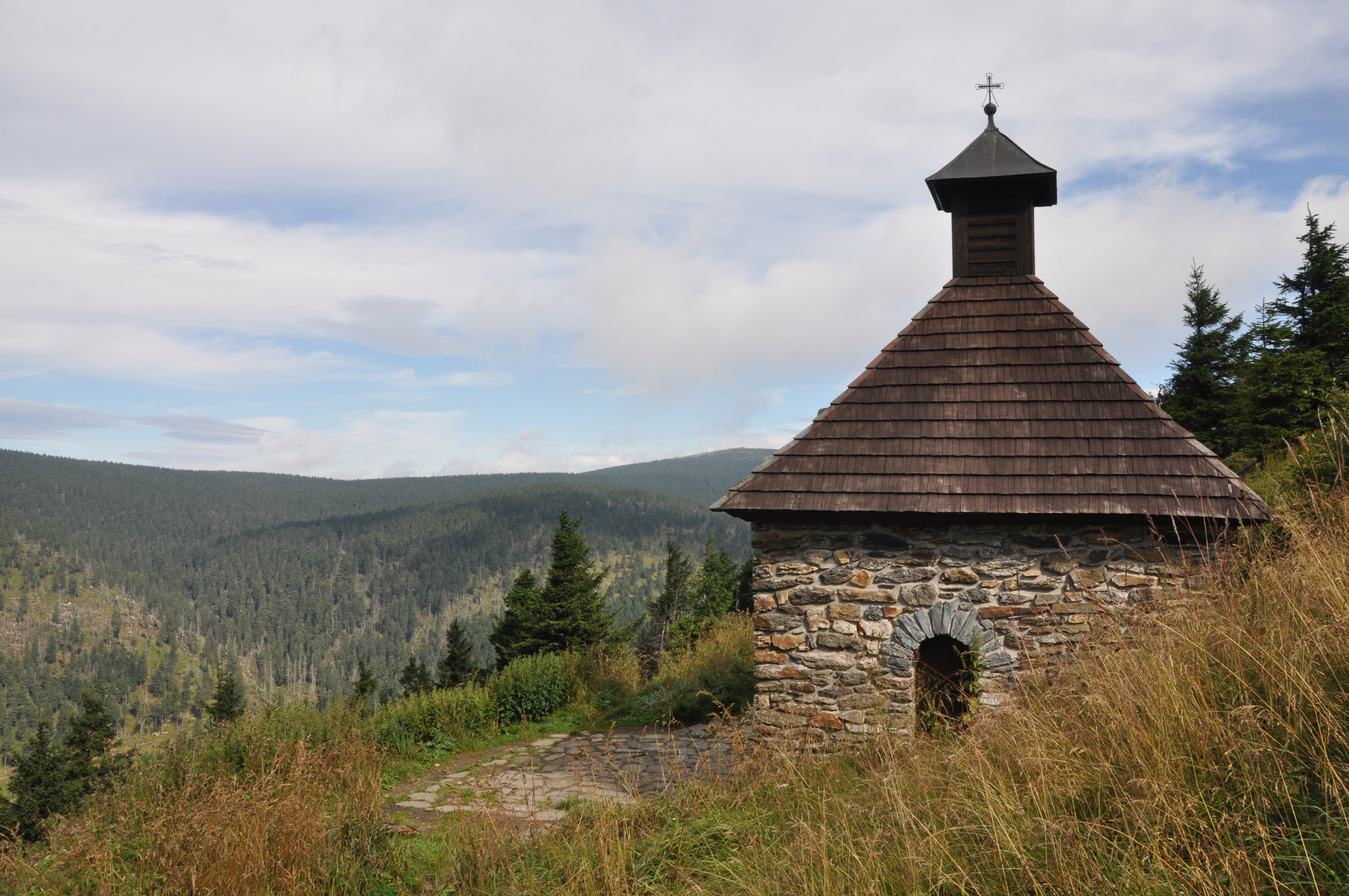
Kapliczka przy źródle Vřesová studánka (2014 rok)

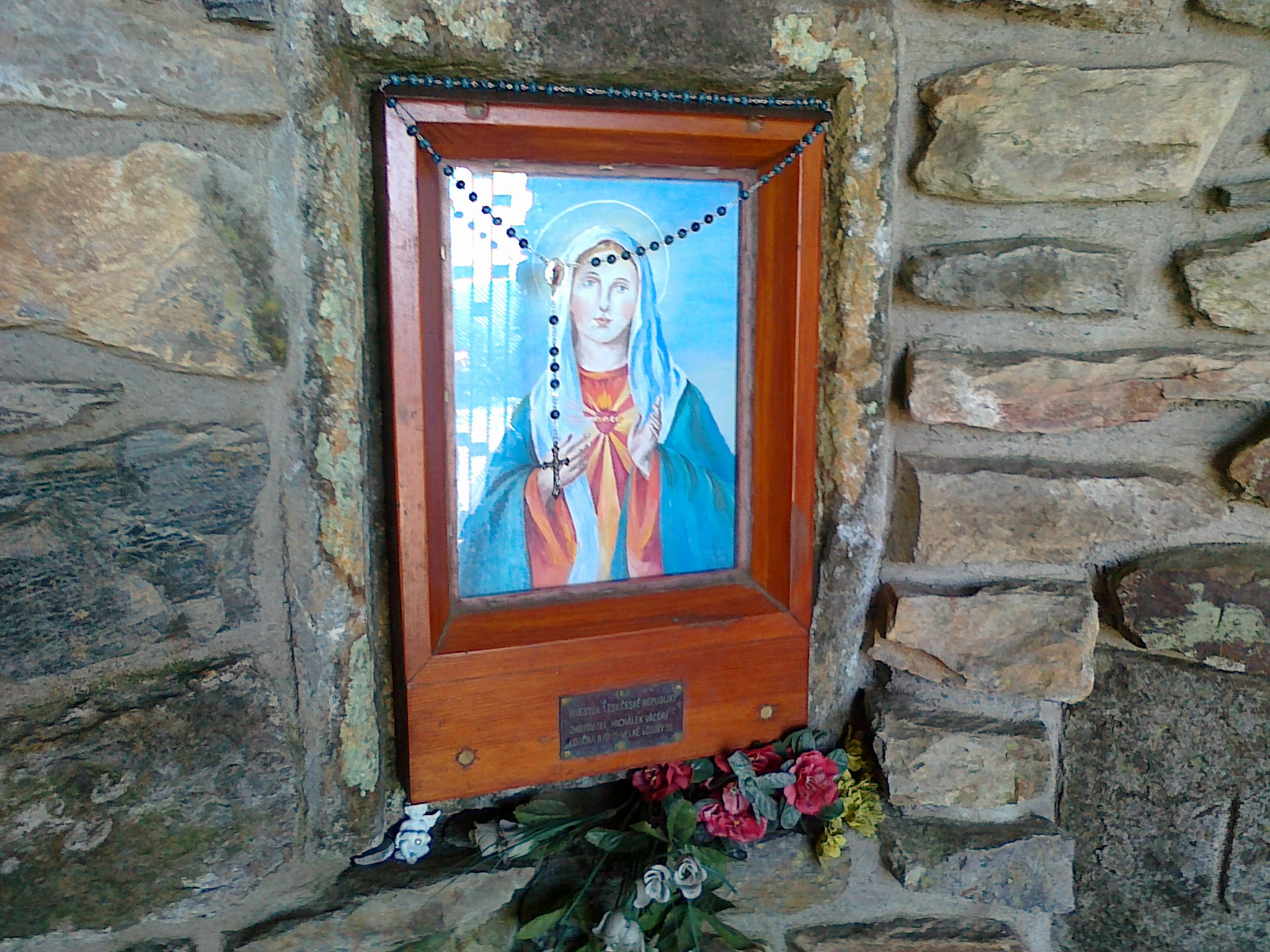
Obraz Niepokalanego Serca Maryi w kapliczce nad źródłem Vřesová studánka (2016 rok)

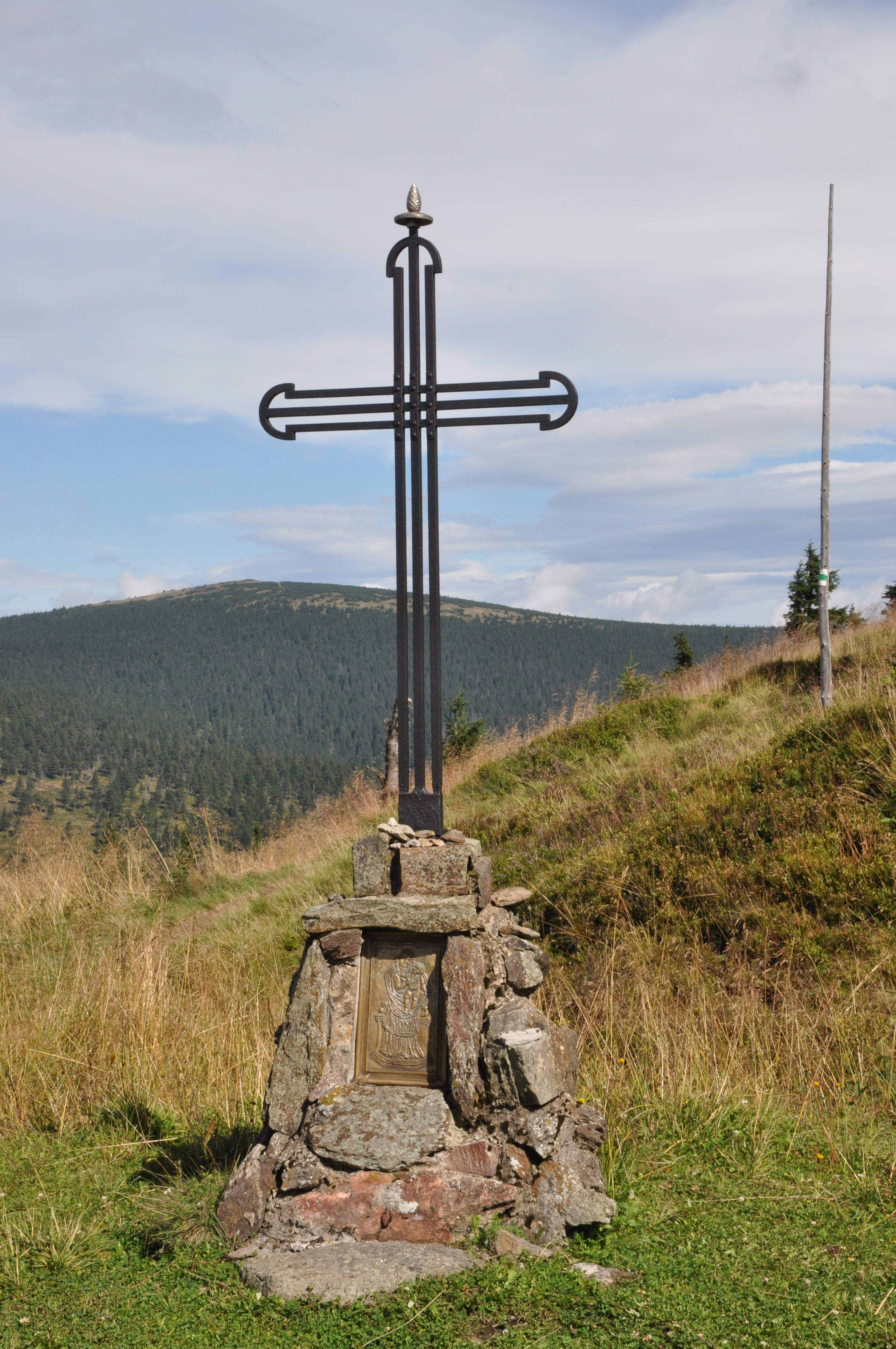
Vřesová studánka. Krzyż w miejscu spalonego kościoła (2014 rok)

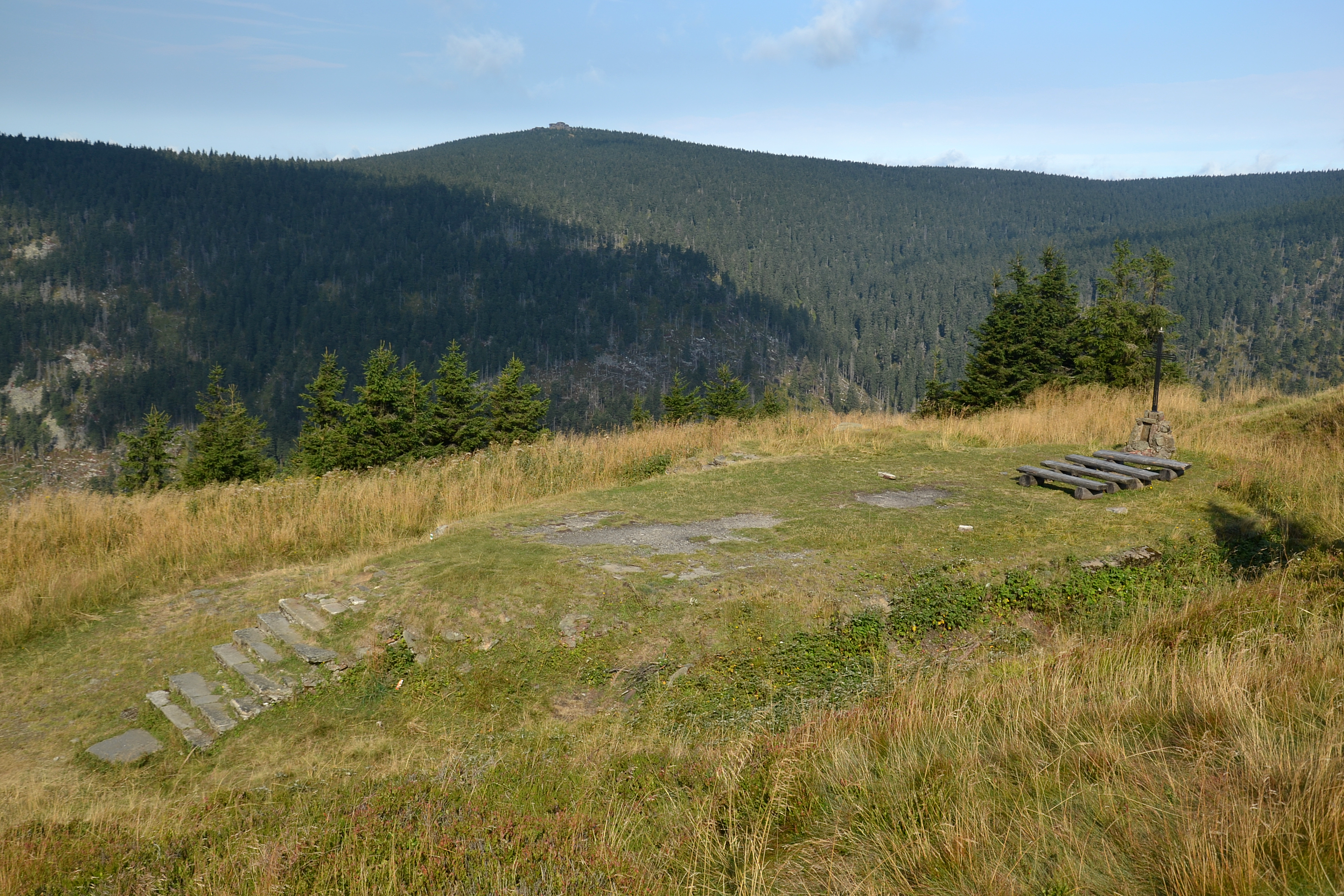
Podmurówka i schody prowadzące do spalonego kościoła (w dali widoczna góra Vozka) (2015 rok)

Pozostała jedynie kapliczka ze źródłem, kamienna podmurówka ok. (7 × 12) m i schody wejściowe spalonego kościoła. Artyści Otmar Oliva z Velehradu i Jan Jemelka z Ołomuńca (cz. Olomouc) zaprojektowali postument, do którego wykonania wykorzystano gruz z dawnego kościoła. Osadzono na nim ocalały z pożaru z 1946 roku, mierzący dwa metry metalowy krzyż. Na postumencie umieszczono relief na którym widnieje Matka Boża z Chrystusem na ręku, projektu artysty Vladislava Vaculki. Krzyż stojący w miejscu spalonego kościoła został uroczyście poświęcony 17 września 1993 roku przez ołomunieckiego biskupa pomocniczego Josefa Hrdličkę.
Lokalne „Towarzystwo odnowy kulturalnego dziedzictwa doliny Desny” (cz. Obnova kulturního dědictví údolí Desné) z miejscowości Loučná nad Desnou miało zamiar przy współudziale inwestorów odbudować spalony kościół. Następnie 19 marca 2014 roku w Šumperku powstało „Stowarzyszenie dla odnowy miejsca pielgrzymkowego na Vřesovej studánce” (cz. Spolek pro obnovu poutního místa Vřesová studánka z.s.), które stworzyło projekt rekonstrukcji zniszczonych obiektów. W 2015 roku stowarzyszenie wystosowało specjalną petycję w sprawie odnowy zniszczonych obiektów w okolicy Vřesovej studánki. 4 września 2017 roku w miejscu spalonego niegdyś kościoła postawiono kamienny ołtarz, w postaci stylizowanego bloku granitowego o wadze około 3,5 t, na mensie, którego wkomponowano stułę złożoną na kształt krzyża z brązu, projektu Otmara Olivy. 

## Charakterystyka
Woda ze źródła wypływa z zamontowanej rurki umieszczonej w ścianie kapliczki. Ma ona jak podaje tradycja cudowną moc. We wnętrzu kapliczki nad źródłem zamontowano wizerunek przedstawiający Niepokalane Serce Maryi, który wykonał Václav Michálek, a którego ofiarodawcami są pracownicy lasów Republiki Czeskiej (cz. Lesy ČR s.p.). Przy nim po lewej i po prawej stronie wmurowano kamienie pamiątkowe z wykutymi na nich liczbami (datami): 1400 (po lewej) i 1934 (po prawej). Po bokach przy ścianach ustawiono ławy. Kapliczka ma przybliżone wymiary w rzucie poziomym (5 × 5) m, wysokość około 7,3 m oraz dach czterospadowy pokryty gontem, ponad którym wznosi się niewielka wieżyczka nakryta daszkiem namiotowym, w którego zwieńczeniu na cebulastej podstawie umieszczony jest metalowy krzyż. Kapliczka zamykana jest od strony zachodniej stalowymi, prętowymi wrotami. Przed nią znajduje się niewielki plac z kamiennych płyt z umieszczonymi na nich ławami, do którego prowadzą dwie ścieżki z czerwonego szlaku turystycznego . Kapliczka stoi w odległości około 180 m na północny zachód od szczytu góry Červená hora. Roztacza się przed nią stromy stok o średnim nachyleniu na odcinku 50 m około 35° w kierunku potoku Hučivá Desná, do którego płynie niewielkim potokiem woda ze źródła. Nazwa „Vřesová” związana jest z wrzosowiskami, które licznie występują w tej okolicy. Miejsce przed kapliczką jest punktem widokowym na pobliskie góry. Widoczne są szczyty: Klínová hora, Spálený vrch, Spálený vrch-SV, Vozka, Keprník i Žalostná. W niektórych dniach, a szczególnie odpustowych sprawowana jest w miejscu spalonego niegdyś kościoła polowa msza święta dla przybyłych pielgrzymów. Można dodać, że Vřesová studánka jest najwyżej położonym miejscem pielgrzymkowym na Morawach.

## Ochrona przyrody
Źródło znajduje się w granicach Obszaru Chronionego Krajobrazu Jesioniki (cz. Chráněná krajinná oblast (CHKO) Jeseníky), a utworzonego w celu ochrony utworów skalnych, ziemnych i roślinnych oraz rzadkich gatunków zwierząt. Na wschodnich stokach góry Červená hora znajduje się rezerwat przyrody Sněžná kotlina. 

## Turystyka
Do bazy turystycznej z hotelem Červenohorské Sedlo i pensjonatami, położonymi na przełęczy Červenohorské sedlo jest od źródła około 2,6 km w kierunku południowo-wschodnim oraz około 3 km na północny wschód do bazy turystycznej w Filipovicach. Dodatkowo w odległości około 5,5 km na północny zachód od źródła położone jest schronisko turystyczne chata Jiřího na Šeráku.
Można tu dotrzeć dwoma szlakami turystycznymi na trasach:
 Červenohorské sedlo – góra Červená hora – Vřesová studánka – przełęcz Sedlo pod Vřesovkou – Keprník–JV – Trojmezí – szczyt Keprník – przełęcz Sedlo pod Keprníkem – góra Šerák – Mračná hora – góra Černava – Ramzová
 Kouty nad Desnou – Suchá hora – góra Šindelná hora–JZ – góra Šindelná hora – góra Červená hora – Vřesová studánka – Kamenné okno – szczyt Točník – Bělá pod Pradědem
Bezpośrednio do kapliczki prowadzi ścieżka ze skrzyżowania turystycznego o nazwie Vřesová studánka, na którym umieszczono tablicę informacyjną z podaną wysokością 1290 m.
Blisko źródła wzdłuż czerwonego szlaku turystycznego  przechodzi ścieżka dydaktyczna (cz. NS S Koprníčkem na výlet Keprnickými horami) na trasie:
 Červenohorské sedlo – Ramzová (z 9 stanowiskami obserwacyjnymi)
W okresie ośnieżenia do kapliczki można dotrzeć trasą narciarstwa biegowego z wyznaczoną wzdłuż czerwonego szlaku turystycznego , trasą o nazwie tzw. (cz. Jesenická magistrála).